# Axl Rotten
Brian Knighton (né le 21 avril 1971 à Baltimore, Maryland et mort le 4 février 2016 dans cette même ville) plus connu sous le nom d'Axl Rotten est un catcheur (lutteur professionnel) américain. Il est principalement connu pour son travail à l'Extreme Championship Wrestling et à l'Independent Wrestling Association Mid-South (en).

## Jeunesse
Knighton quitte la Southern High School d'Harwood (en) à 17 ans un an avant de passer son diplôme de fin d'études secondaires.

## Carrière

### Débuts (1987-1993)
Knighton s'entraîne auprès de Jim Leon et fait ses premiers matchs en 1987 dans des fédérations de la côte est des États-Unis sous le nom d'Axl Rotten,. En octobre 1991, il fait plusieurs matchs à la World Championship Wrestling dans des spectacles non retransmis à la télévision mais cette fédération ne l'engage pas. Il remporte son premier titre à la Global Wrestling Federation (GWF), une fédération du Texas, en devenant champion par équipe de la GWF avec Ian Rotten le 29 janvier 1993 après leur victoire sur Bobby Duncum Jr. et John Hawk. Ils perdent ce titre le 26 février face à Ebony Experience.

### Extreme Championship Wrestling (1993-1999)
Durant son passage à la World Championship Wrestling, il rencontre Paul Heyman qui l'engage quand il fonde l'Extreme Championship Wrestling (ECW). Il débute avec Ian Rotten le 1er et le 2 octobre au cours du NWA Bloodfest et font équipe dans le match phare du deuxième jour, un match en cage face à Pat Tanaka (en) et Paul Diamond ainsi que Johnny Grunge et Rocco Rock qui remportent ce match,.

### Infirmité et décès
Depuis 2005, Knighton, souffrant d'une blessure à la colonne vertébrale qui le condamnait au fauteuil roulant, était pensionnaire de la clinique Anchorage Rehab Center de Salisbury dans le Maryland. La police a constaté sa mort le 4 février 2016 dans les toilettes d'un McDonalds de Linthicum dans le Maryland. La police retrouve de la drogue à proximité de lui notamment du crystal et de l'héroïne et une autopsie révèle que la cause de sa mort est une overdose.